# Banknock

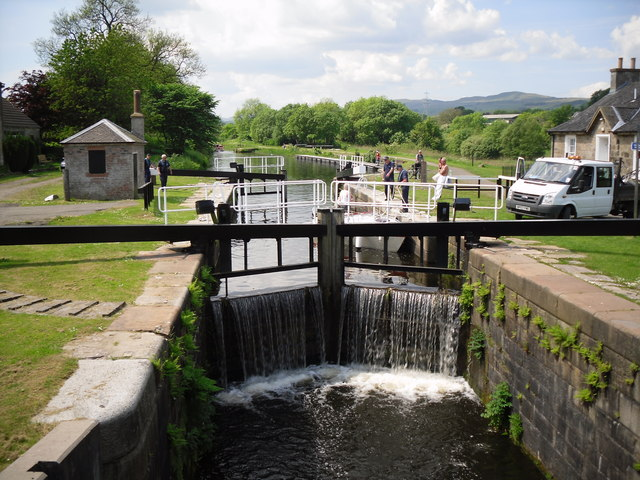
Slussen vid Wyndford i Forth and Clyde Canal

Banknock, skotsk gaeliska: Baile nan Cnoc, är en ort i centrala Skottland, belägen i Falkirks kommun i ståthållarskapet Stirling and Falkirk, 11 km väster om Falkirk. Banknock hade 2 589 invånare vid 2001 års folkräkning.
Det gaeliska namnet betyder "byn på kullen".
Söder om orten passerar Forth and Clyde Canal och öster om orten passerar motorvägen M80.